# Jozef Šálka
Jozef Šálka (* 5. listopadu 1951 Kalinovo) je bývalý slovenský fotbalista, útočník.

## Fotbalová kariéra
V československé lize nastoupil za Tatran Prešov ve 114 utkáních a dal 44 gólů. Za olympioniky Československa nastoupil v roce 1978 ve 2 utkáních. V nižší soutěži hrál za Detvu a Poprad.

## Ligová bilance
| Ročník                                      | Zápasy | Góly | Klub           |
| ------------------------------------------- | ------ | ---- | -------------- |
| 1. slovenská národní fotbalová liga 1975/76 | –      | 2    | Tatran Prešov  |
| 1. slovenská národní fotbalová liga 1976/77 | –      | 11   | Tatran Prešov  |
| 1. československá fotbalová liga 1977/78    | 26     | 7    | Tatran Prešov  |
| 1. československá fotbalová liga 1978/79    | 28     | 15   | Tatran Prešov  |
| 1. československá fotbalová liga 1980/81    | 27     | 13   | Tatran Prešov  |
| 1. československá fotbalová liga 1981/82    | 23     | 8    | Tatran Prešov  |
| 1. československá fotbalová liga 1982/83    | 10     | 1    | Tatran Prešov  |
| 1. slovenská národní fotbalová liga 1982/83 | 14     | 3    | Vagónka Poprad |
| 1. slovenská národní fotbalová liga 1983/84 | 14     | 3    | Vagónka Poprad |
| CELKEM                                      | 114    | 44   |                |